# Vincent Wimart
 (avril 2021).
La mise en forme du texte ne suit pas les recommandations de Wikipédia : il faut le « wikifier ».
Les points d'amélioration suivants sont les cas les plus fréquents. Le détail des points à revoir est peut-être précisé sur la page de discussion.
- Les titres sont pré-formatés par le logiciel. Ils ne sont ni en capitales, ni en gras.
- Le texte ne doit pas être écrit en capitales (les noms de famille non plus), ni en gras, ni en italique, ni en « petit »…
- Le gras n'est utilisé que pour surligner le titre de l'article dans l'introduction, une seule fois.
- L'italique est rarement utilisé : mots en langue étrangère, titres d'œuvres, noms de bateaux, etc.
- Les citations ne sont pas en italique mais en corps de texte normal. Elles sont entourées par des guillemets français : « et ».
- Les listes à puces sont à éviter, des paragraphes rédigés étant largement préférés. Les tableaux sont à réserver à la présentation de données structurées (résultats, etc.).
- Les appels de note de bas de page (petits chiffres en exposant, introduits par l'outil «  Source ») sont à placer entre la fin de phrase et le point final[comme ça].
- Les liens internes (vers d'autres articles de Wikipédia) sont à choisir avec parcimonie. Créez des liens vers des articles approfondissant le sujet. Les termes génériques sans rapport avec le sujet sont à éviter, ainsi que les répétitions de liens vers un même terme.
- Les liens externes sont à placer uniquement dans une section « Liens externes », à la fin de l'article. Ces liens sont à choisir avec parcimonie suivant les règles définies. Si un lien sert de source à l'article, son insertion dans le texte est à faire par les notes de bas de page.
- La présentation des références doit suivre les conventions bibliographiques. Il est recommandé d'utiliser les modèles {{Ouvrage}}, {{Chapitre}}, {{Article}}, {{Lien web}} et/ou {{Bibliographie}}. Le mode d'édition visuel peut mettre en forme automatiquement les références.
- Insérer une infobox (cadre d'informations à droite) n'est pas obligatoire pour parachever la mise en page.

Pour une aide détaillée, merci de consulter Aide:Wikification.
Si vous pensez que ces points ont été résolus, vous pouvez retirer ce bandeau et améliorer la mise en forme d'un autre article.
Vincent Wimart, né le 21 septembre 1973 à Frévent, est un compositeur, peintre et professeur agrégé de musique.

## Biographie
Formé au CNR d'Amiens dans les classes de hautbois et d'écriture, Vincent Wimart poursuit sa formation à l'Université Paris IV-Sorbonne et obtient l'agrégation de musique. Parallèlement, il étudie la composition auprès de Jacques Castérède et reçoit les encouragements de plusieurs compositeurs (Nicolas Bacri, Louis-Noël Belaubre, Yvon Bourrel, Thierry Escaich, Philippe Hersant...).
En 1999, sa sonate pour piano à quatre mains et sa pièce Cortèges pour cor et percussions obtiennent toutes deux une médaille d’or avec félicitations au Concours international de composition de l’Académie de Lutèce. En 2009, le festival Les Inouïes (62) le nomme "jeune espoir". Il obtient en 2011 une bourse de l'Académie des sciences, lettres et arts d'Arras.
En 2011, il orchestre avec le violoncelliste Fabrice Bihan et l'association Musique en roue libre, un hommage au compositeur Henri Dutilleux sur les terres de son bisaïeul, le peintre arrageois Constant Dutilleux. Onze compositeurs sont sollicités : Nicolas Bacri, Patrick Burgan, Régis Campo, Bernard Cavanna, Jean-René Combes-Damiens, Jacques Derégnaucourt, Philippe Hersant, Jacques Lenot, Vincent Paulet, Olivier Penard, et Kaija Saariaho.
En s'appuyant explicitement sur une citation puisée dans l'œuvre du Maître des Métaboles, ils sont invités à écrire une courte pièce pour violoncelle, instrument fétiche de l'auteur du concerto Tout un monde lointain... ou pour accordéon, dernier instrument exploité par Henri Dutilleux dans Correspondances,.
Parallèlement à son activité musicale, Vincent Wimart se consacre à l'élaboration d'une œuvre picturale qu'il présente régulièrement.

## Œuvre musicale
L'univers du compositeur renvoie à différentes références musicales assumées : Béla Bartók, Arthur Honegger, André Jolivet, Henri Dutilleux, mais aussi György Ligeti et Witold Lutoslawski,.
Sa musique a consciencieusement assimilé la leçon de ses prédécesseurs. Son langage a recours à la tonalité élargie grâce aux différents apports des musiques du XXe siècle : modalité, polytonalité, atonalité, voire sérialisme .

### Catalogue
Son catalogue comporte une vingtaine d'œuvres, partiellement éditées, de l'instrument solo à l'orchestre, en passant par la musique de chambre.
Il travaille avec de nombreux artistes : Fabrice Bihan, Philippe Bourlois, Valérie Chouanière, Teodor Coman, Isabelle Hennrich, Betty Hovette, Marc Lefebvre, Éric Perrier, Sylvie Reynaert, Olivier Rousset, Anne Shin, Isabel Soccoja, Thierry Thibault, Damien Top, Laurent Wagschal, ainsi qu'avec le Trio Barbe bleue et le Trio Saxiana.
Depuis 2009, il collabore avec la poète Sylvie Nève avec laquelle il co-écrit deux contes musicaux : Mélian, Chevalier-loup et Barbe bleue, un poème expansé d'après Charles Perrault.

#### Œuvres pour soliste (extraits)
- Mélopée, pour hautbois solo (1996) – Éditions Fertile Plaine[7]
- Toga-tuba, pour tuba basse solo (1996) - Éditions Jonaphil[8]
- Par les ténèbres de la nuit, pour piano (2009)
- Prélude, pour piano (2009)
- Sonate pour violoncelle seul (2011)
- Échos nocturnes, pour accordéon (2011)
- Stèle, pour alto (2020) – Éditions In Nomine[9]

#### Musique de chambre (extraits)
- Divertissement, pour deux hautbois et cor anglais (1996) - Éditions Fertile Plaine[10]
- Sonate pour piano à quatre mains (1998)
- Cortège, pour cor et timbales (1998)
- Traits d'union, pour cor anglais et alto (2002)
- Monolithe, pour tuba basse et piano (2003)
- Procession, pour deux percussionnistes (2006)
- Obliques I, pour trois percussionnistes (2008) - Éditions Alfonce production[11]
- Obliques II, pour deux saxophones et piano (2009)[12],[13]
- Tirades, pour accordéon et violoncelle (2020)

#### Conte pour adultes
- Mélian, Chevalier-loup, pour soprano, piano, clarinette et récitant (2009), sur un poème de Sylvie Nève, librement inspiré par Bisclavret, Marie de France et le Lai de Mélion, anonyme[14].
- Barbe-bleue, pour mezzo-soprano, percussions et récitant, sur un poème expansé de Sylvie Nève, d'après Charles Perrault.

#### Musique vocale
- Six mélodies sur des poèmes de Jacques Prévert (2006)[15]

#### Œuvres pour orchestre
- Aubade, pour orchestre d'harmonie (2002) - Éditions Lafitan[16]
- Vulcano, pour orchestre d'harmonie (2020)

### Discographie
- Échos Nocturnes, hommage à Henri Dutilleux - Philippe Bourlois, accordéon, Disques Triton, 2011[17]

## Œuvre picturale
Depuis 2014, Vincent Wimart élabore en parallèle de son travail personnel de compositeur une œuvre picturale.
Adolescent, ses premiers coups de crayon fouillent l’espace de la case dans des planches dessinées qu’il présente à différents concours, avec succès.
Les exigences de sa formation musicale et de sa vie professionnelle l’éloignent un temps d’autres pratiques artistiques. Mais la découverte des places d’Arras, qui deviendra sa ville d’adoption, impose une nouvelle dimension à son travail de création.
Se souvenant de la réflexion de Goethe, «l'architecture, c'est de la musique figée», il exploite librement le vocabulaire architectural du baroque flamand typique du Nord de la France, qu’il manipule sans cesse dans de nouvelles combinaisons,,.
La musique y trouve une nouvelle manière d’expression, tantôt de façon directe sous forme de tropes symboliques (formes galbées des instruments à cordes frottées) ou de références lexicales (titres allusifs à une forme ou un genre musical), tantôt plus essentielle dans la traduction visuelle d’une forme musicale annoncée ou par le jeu rythmique (multiplicité contrapuntique des arabesques).
L’inventaire des titres de son œuvre pictural et musical permet de souligner l’intervention d’un autre langage plastique, celui du verbe. Le choix attentif du titre par son auteur affirme en point d’orgue l’achèvement de l’œuvre. Vincent Wimart inscrit ainsi dans sa démarche créative l’affirmation d’une dimension littéralement et intentionnellement ludique, qui a pu être à l’origine de certaines compositions.
Son travail témoigne ainsi de la maîtrise et de la rigueur d’un savoir-faire dans la composition et explore de nouvelles voies d’expression, au service du rythme et de l’équilibre chromatique. Le travail du peintre ne renie pas la tradition, en musique, de la réécriture et de la continuation, recherchant ce que nomme Gérard Denizeau, le dialogue des arts. En 2020, il produit une série de douze toiles et rend une nouvelle fois hommage à la ville d’Arras et aux peintres de l’école d’Arras en proposant une version personnelle de La Grand'Place d'Arras un jour de marché, illustrée par Charles Desavary sous le même titre.
Loin de faire table rase, Vincent Wimart a assimilé les apports du XXe siècle. Il se nourrit perpétuellement des œuvres de Paul Klee, Jean Dubuffet, Stuart Davis et Jan Voss.
Sa technique elle-même, refusant d’exclure, s’approprie de nouveaux supports et mêle différents médiums et matériaux : acrylique, bombe aérosol, craie, encre, pastel, évoluent sur le papier, la toile, le bois en deux ou trois dimensions.
Du choc initial, il conserve une palette tour à tour éclatante et ou jouant des simples couleurs primaires ou contrastes du noir et du blanc qui ne sont pas sans rappeler les outils de l’écriture musicale. L’ensemble de la démarche cherche à retrouver la mobilité de l’architecture baroque dans la clarté de l’ordonnancement classique.

### Catalogue

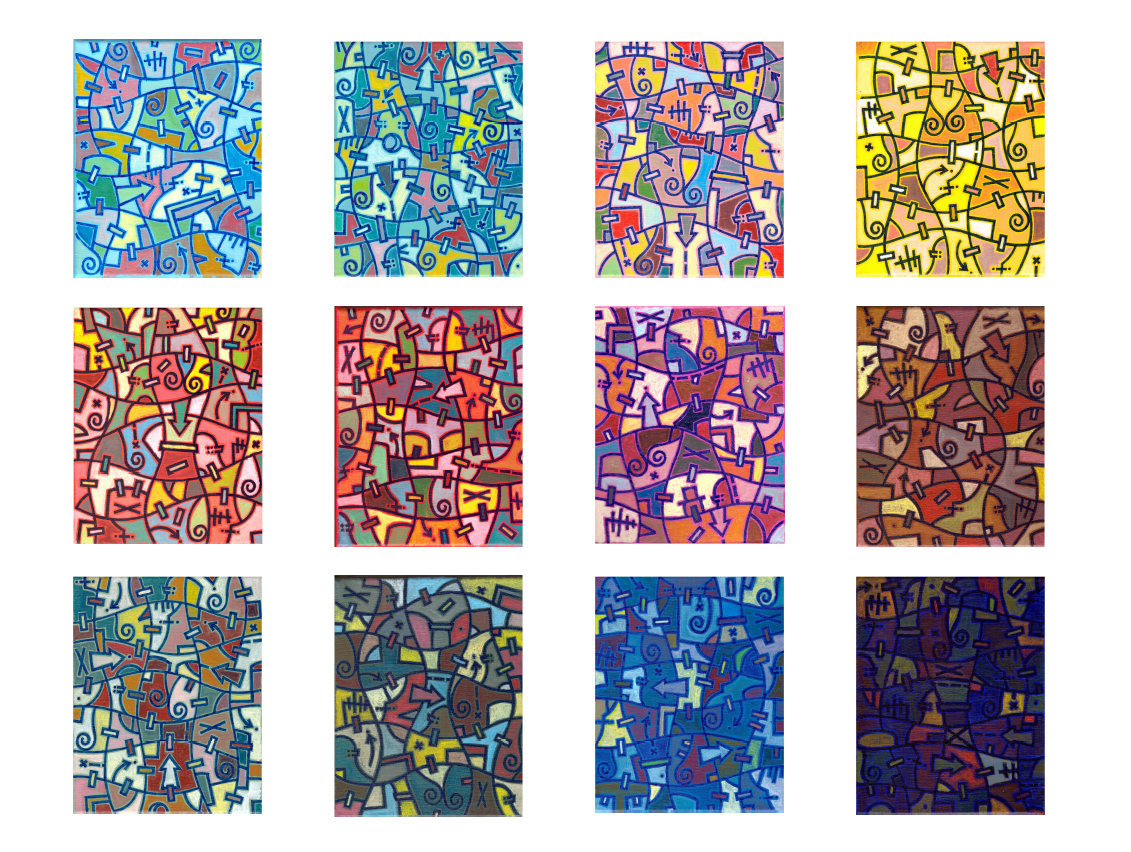
Passent les heures - Série de douze toiles (22x27) réalisées durant le confinement - 2020

- Cap au Nord, acrylique sur toile, 2017
- Terre d'ombres, acrylique sur toile, 2017[26]
- Ronde printanière, acrylique sur toile, 2018
- Battle, acrylique sur toile, 2018
- Cinque Terre (18h30), acrylique sur toile, 2019
- Palettes I, II, III, acryliques sur planches de bois, 2019-2020
- Goraku, acrylique sur toile, 2019
- Jour de marché, acrylique sur toile, 2020
- Ribambelle, acrylique sur toile, 2020
- Mise en ondes, acrylique sur toile, 2020
- Passent les heures, série de 12 acryliques sur toile, 2020
- Non-essentiel, acrylique sur toile, 2020
- Vague Marine, acrylique sur bois, 2020